# Міністерство плодовоовочевого господарства Української РСР
Міністерство плодовоовочевого господарства Української РСР — союзно-республіканське міністерство, входило до системи органів сільського господарства СРСР і підлягало в своїй діяльності Раді Міністрів УРСР і Міністерству плодовоовочевого господарства СРСР.

## Історія
Створене 12 січня 1981 року. У листопаді 1985 року увійшло до складу Держагропрому (Державного агропромислового комітету) УРСР.

## Міністри плодовоовочевого господарства УРСР
- Лисицин Віктор Опанасович (1981—1985)